# ジョサイア・タットノール
ジョサイア・タットノール・ジュニア（英: Josiah Tattnall, Jr.、1794年6月14日 - 1871年6月14日）は、米英戦争、第二次バーバリ戦争および米墨戦争における米国海軍の士官、代将。南北戦争時には南軍に参加した。幕府の最初の訪米使節団が渡米した際に利用した、ポーハタン (USS Pawhatan) の司令官を務めている。

## 学生時代および米英戦争
タットノールは、ジョージアの州知事および上院議員であったジョサイア・タットノール・シニアの息子として、ジョージア州サバンナ近くの父のプランテーションで生まれた。英国に留学後、1812年1月1日に士官候補生となり、8月1日にフリゲート、コンステレーション (USS Constellation) に配属されるまでワシントンの海軍学校に学んだ。
コンステレーションが海に出ようとしたとき、強力な英国海軍の艦隊がチェサピーク湾で作戦中であり、艦はノーフォークに戻らざるを得なかった。コンステレーションは米英戦争中はハンプトン・ローズに閉じ込められたままであったが、タットノールと彼の同僚たちは戦いに参加すべく活動した。タットノールは海兵隊のおよそ100人の兵の一人として、クレイニー島の沿岸砲台に配属された。1813年6月22日、ノーフォーク攻撃準備のため英軍は嵐に乗じて島を占領しようと試みた。タットノールの砲台と米国艦船は、英軍の攻撃を挫折させ、英国はそれ以降ノーフォークの占領を断念した。
1814年4月、タットノールはコンステレーションを降り、8月24日までワシントン海軍工廠の労働者からなる部隊の指揮をとった。彼の部隊はブラーデンスバーグの戦いに参加したが、ワシントンに進撃する英軍の前進を食い止めることはできなかった。10月14日、サバンナで、鹵獲した英国海軍のスループ、エパービア (Epervier) への乗艦を命じられた。エパービアはスティーヴン・ディケーター代将の指揮下に入るため、1815年5月に地中海に向けて出港、第二次バーバリ戦争中のアルジェリアでベルベル海賊と対峙した。6月17日、ガタ岬沖の海戦で敵のフリゲートを拿捕し、2日後にはパロ岬沖の海戦でブリッグを拿捕した。7月、エパービアは派遣部隊と共に米国に戻るように命令されたが、タットノールはコンステレーションに移乗し、地中海に残った。1817年1月、オンタリオ (USS Ontario) に移乗し、帰国した。

## 戦間期、1818年-1845年
1818年4月1日タットノールは大尉に昇進し、6月30日にフリゲートのマケドニアン (USS Macedonian) 勤務を命ぜられ、11月には太平洋に向かって出港した。1820年8月30日にマケドニアンを降り、米国に戻っている。1822年12月26日には、スクーナー、ジャッカル勤務となり、デヴィッド・ポーター代将の艦隊に加わった。タットノールは西インドを舞台とし、1823年5月4日まで海賊の鎮圧に従事した。1824年6月23日に、タットノールは地中海でのコンスティチューション勤務を命ぜられた。1826年3月にはブランディワイン (USS Brandywine) に乗り換え、5月に帰国した。5月15日、6ヶ月の休暇を与えられ、その後休暇は1828年まで延長された。
1828年10月から1829年8月にかけて、タットノールはエリー (USS Erie) に乗艦する。1830年3月まではトートゥガス諸島の調査を行った。1831年4月15日、タットノール大尉はスクーナー、グランパス (USS Grampus) の艦長となり、西インド及びメキシコ湾への航海を行った。1832年8月、タットノールは米国の船から略奪した荷物を積んだメキシコのスクーナーを公海上で拿捕している。1832年9月にはグランパスを降りたが、次の命令が下ったのはおよそ4年後であった。1836年7月、トーマス・アプ・ケイツビー・ジョーンズ大佐の探検航海の一員となった。
1836年2月25日、タットノールは中佐に昇進し、4月から3年間ボストン海軍工廠に勤務した。

## 米墨戦争
地中海艦隊およびアフリカ艦隊での勤務後、1948年にタットノール中佐は蒸気砲艦スピットファイア (USS Spitfire) を指揮し、メキシコ湾のモスキート師団に加わった。米墨戦争中、タットノールはベラクルス、サン・ファン・デュローラ、トゥスパンへの攻撃に参加し、腕を負傷した。その勇敢な行為に対し、ジョージア州は彼に刀を送っている。

## 戦間期1848-1860
1848年および1849年には陸に上がり、ボストン海軍工廠に勤務した。1850年2月5日、大佐に昇進すると共に、翌月にはサラナック (USS Saranac) の艦長となった。続いて、1851年7月から1854年6月まで、ペンサコーラ海軍工廠に勤務する。1854年8月から1855年11月まで、太平洋艦隊司令官ウィリアム・マービン代将の旗艦、インディペンデンス (USS Independence) 艦長を務めた。香港において、タットノールはジェームス・アームストロング代将に代わり東インド艦隊の指揮をとり、将旗をサンジャシント (USS San Jacinto) に掲げた。2年間の極東勤務の間に、タットノールはアメリカの中立を破り、英軍およびフランス軍を支援するためにミシシッピ、ポーハタンを指揮して海河河口から大沽砲台を攻撃した。彼はこの行動に対し、 "Blood is thicker than water"「血は水よりも濃い」と述べ、後に有名なスローガンとなった。

## 寄港した長崎での英学教育とプロテスタント宣教師派遣への導因
1858年9月10日、ポーハタンは長崎にこの年3度目の寄港をするが、長崎奉行から奉行所の長崎通詞（幕府の公式通詞）に英語の教授するように要請を受けたタットノールは、英語教師としてポーハタン付の牧師ヘンリー・ウッドを指名する。ウッドは約2か月間、英語教育を実施するが、教育期間中に、エドワード・サイル（米国聖公会遣清宣教師）とペリー艦隊の通訳でもあったサミュエル・ウィリアムズが日本宣教の可能性を探る目的で長崎を訪れた折、ウッドの英語教育を見学した。2人は日本での英学教育の有効性を確認し、母国の伝道教会宛てに宣教勧告書簡を送り、翌年のプロテスタント各派の日本派遣が実現することとなった。

## 日本外交使節の米国訪問
続いてタットノールは、日米修好通商条約の批准書の交換のためワシントンに赴く日本の使節団を迎えるため、日本に向かった。開港したばかりの横浜に1859年9月に到着したが、横浜には8日ほど停泊しただけで、上海に向かい、また横浜に戻る（これは日本と諸外国の金銀交換比率が異なることを利用して、利益を出すためだったと言われている。幕末の通貨問題参照）。1860年2月13日（安政7年1月22日）、ポーハタンは正使の新見正興、副使の村垣範正、監察の小栗忠順らを含む日本使節団77人を乗せ横浜を出港した。途中激しい嵐に遭遇し、石炭を使いすぎたため、補給のためにホノルルに寄港。サンフランシスコには3月28日に到着した。ポーハタンはパナマ地峡経由で東海岸に向かう日本使節団をパナマまで送った。タットノールはサンフランシスコでポーハタンを降りたが、郵便船に同乗してパナマに先回りし、日本使節団を迎えた。

## 南北戦争
南北戦争勃発時、タットノール大佐はサケット湾基地の司令官であった。1861年2月21日、タットノールは米国海軍を退官した。1週間後、ジョージア州知事ジョセフ・ブラウンはタットノールを「ジョージア海軍」の上級司令官に任命した。1861年3月26日、アメリカ連合国海軍の大佐に任官される。タットノールは南部海軍を指揮し、1861年11月7日に北軍により占領されるまで、ポートロイヤル防衛にあたった。その後、1862年3月にバージニア水域の防衛の最高責任者となる。南部海軍およびジョージア海軍の艦隊指揮官として、ジェームズタウン (CSS Jamestown) および他の艦艇を指揮し、1862年4月にはセウェル岬沖で複数の北軍輸送船を拿捕している。
1862年5月11日、北軍の進撃に対応するため、タットノールは彼の旗艦となっていた装甲艦バージニア (CSS Virginia) の破壊を命じる。この行為に対して裁判が行われたが、全ての試みの後になされたとして、後に無罪とされた。5月29日には再びジョージア海軍を指揮し、1863年3月31日までその職にあった。その後は艦隊の指揮をリチャード・ペイジ代将に委ね、タットノールはサバンナの沿岸防衛を担当した。サバンナがウィリアム・シャーマン将軍によって陥落させられると、タットノールは戦争捕虜となった。
1865年5月9日に仮釈放され、その後サバンナに居を構え、その地で死亡した。

## 艦名
2隻の米国海軍艦艇にタットノールの名前がつけられている。ウィックス級駆逐艦51番艦タットノール (USS Tattnall, DD-125) およびチャールズ・F・アダムズ級ミサイル駆逐艦18番艦タットノール (USS Tatnall, DDG-19) である。